# 由布號列車
由布（日语： Yufu */?）是日本九州旅客鐵道所屬一列服務於博多站～大分站、別府站之間，行經鹿兒島本線、久大本線與日豐本線上的特別急行列車。除此之外，往返於博多至由布院與別府之間由布院之森（另有中譯幽芬之森）及與「由布」行駛於同樣路段上的由布DX亦一同於本條目中介紹。
基本上「由布」與「由布DX」，和「由布院之森」是兩個不同系統的特急列車。

## 運行概要
往由布院、大分、別府方向的列車為下行，往博多方向的列車為上行。大分～別府間的日豐本線上行（別府方向）車班編號為奇數，日豐本線下行（大分、博多方向）車班編號為偶數。

### 運行班數
「由布」、「由布DX」
- 上下6班（上行3班、下行3班）
  - 博多～大分～別府　上下4班（上行2班、下行2班）
  - 博多～大分　上下2班（上行1班、下行1班）

| 號數＼運行日 | 奇數日              | 偶數日              |
| ------------ | ------------------- | ------------------- |
| 1號          | 由布（Kiha185系）   | 由布DX（Kiha183系） |
| 2號          | 由布DX（Kiha183系） | 由布（Kiha185系）   |
| 3號          | 由布DX（Kiha183系） | 由布（Kiha185系）   |
| 4號          | 由布（Kiha185系）   | 由布DX（Kiha183系） |
| 5號          | 由布（Kiha185系）   | 由布DX（Kiha183系） |
| 6號          | 由布DX（Kiha183系） | 由布（Kiha185系）   |

※毎月31日與閏年的2月29日是Kiha183系的檢查日，所有班次皆會以「由布」（Kiha185系）負責行駛。
「由布院之森」
- 上下6班（上行3班、下行3班）
  - 博多～由布院～別府　上下2班（上行1班、下行1班）
  - 博多～由布院　上下4班（上行2班、下行2班）

### 使用車輛
「由布」、「由布DX」、「由布院之森」全列車皆為「普通車」（意指無臥舖與綠車配置的列車），但列車的使用車輛、設備有許多差異。
「由布」
- Kiha185系柴聯車（キハ185系気動車）
同時設有指定席與自由席，無車内販賣服務。
「由布」所使用之車輛是與「九州橫斷特急」共用。

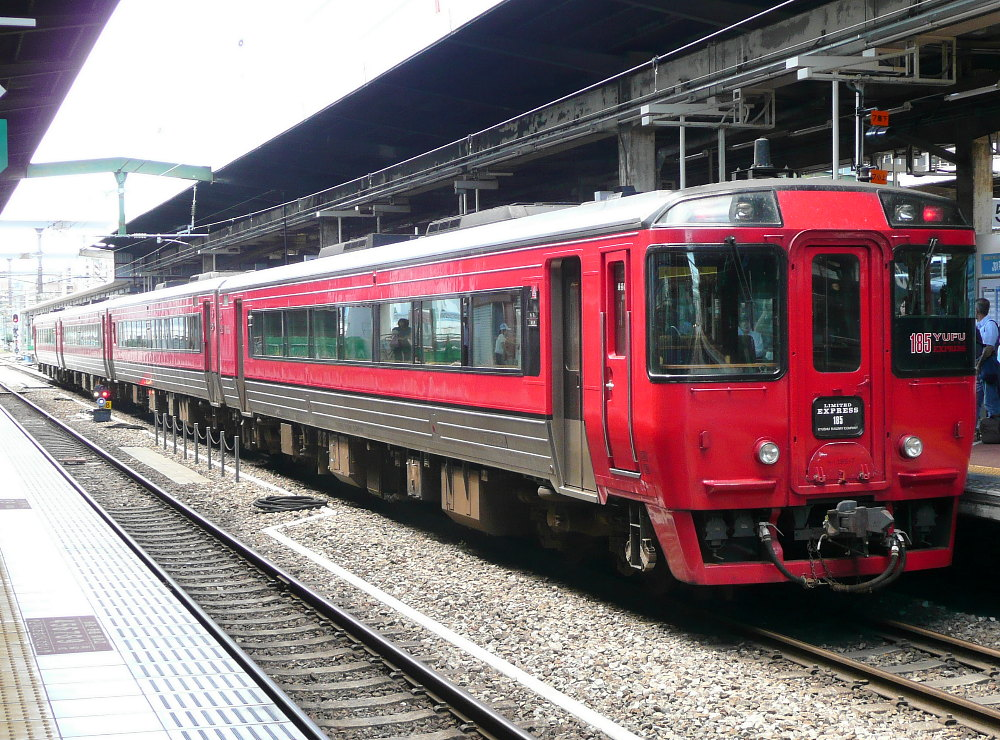
JR九州Kiha185系柴聯車 「由布」 博多站 2007年8月

「由布DX」
- Kiha183系柴聯車（キハ183系気動車）
同時設有指定席與自由席。全車禁煙但有吸煙室。2號車有大廳車（Lobby Car）。無車内販賣服務但設有自動販賣機。
設特別席（指定席制的展望席）。

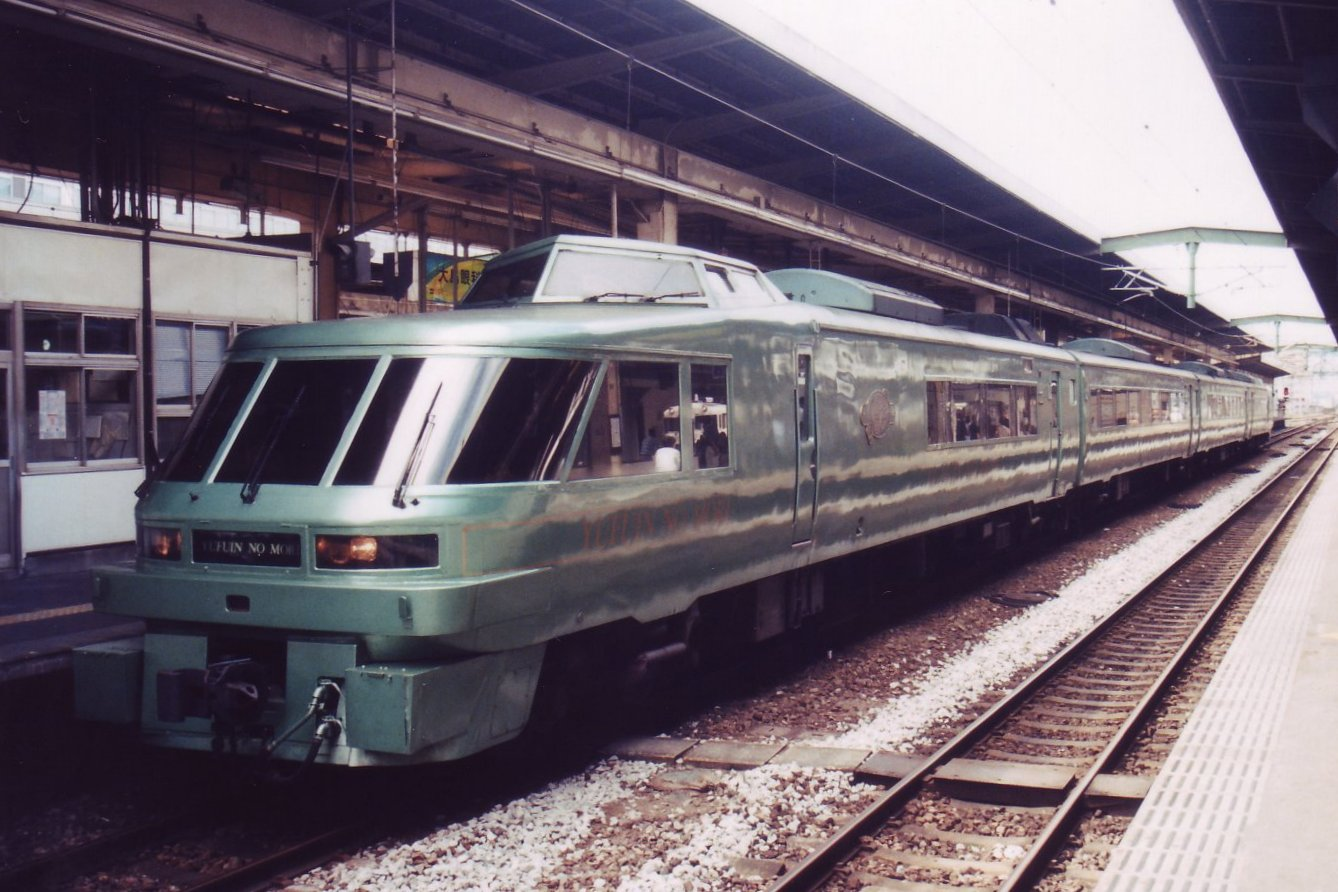
JR九州Kiha183系1000番台柴聯車 「由布院之森II」 博多站  1998年7月
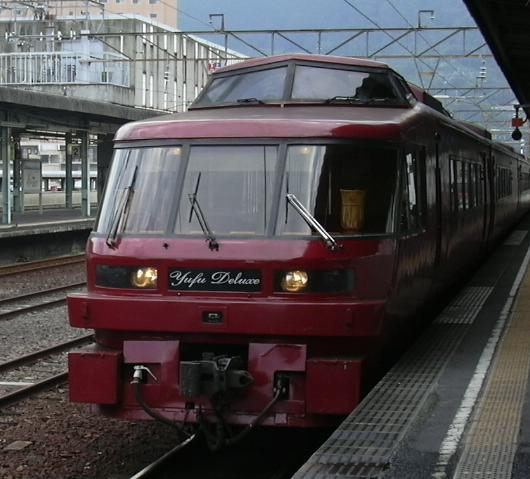
JR九州Kiha183系1000番台柴聯車 「由布DX」 2004年9月
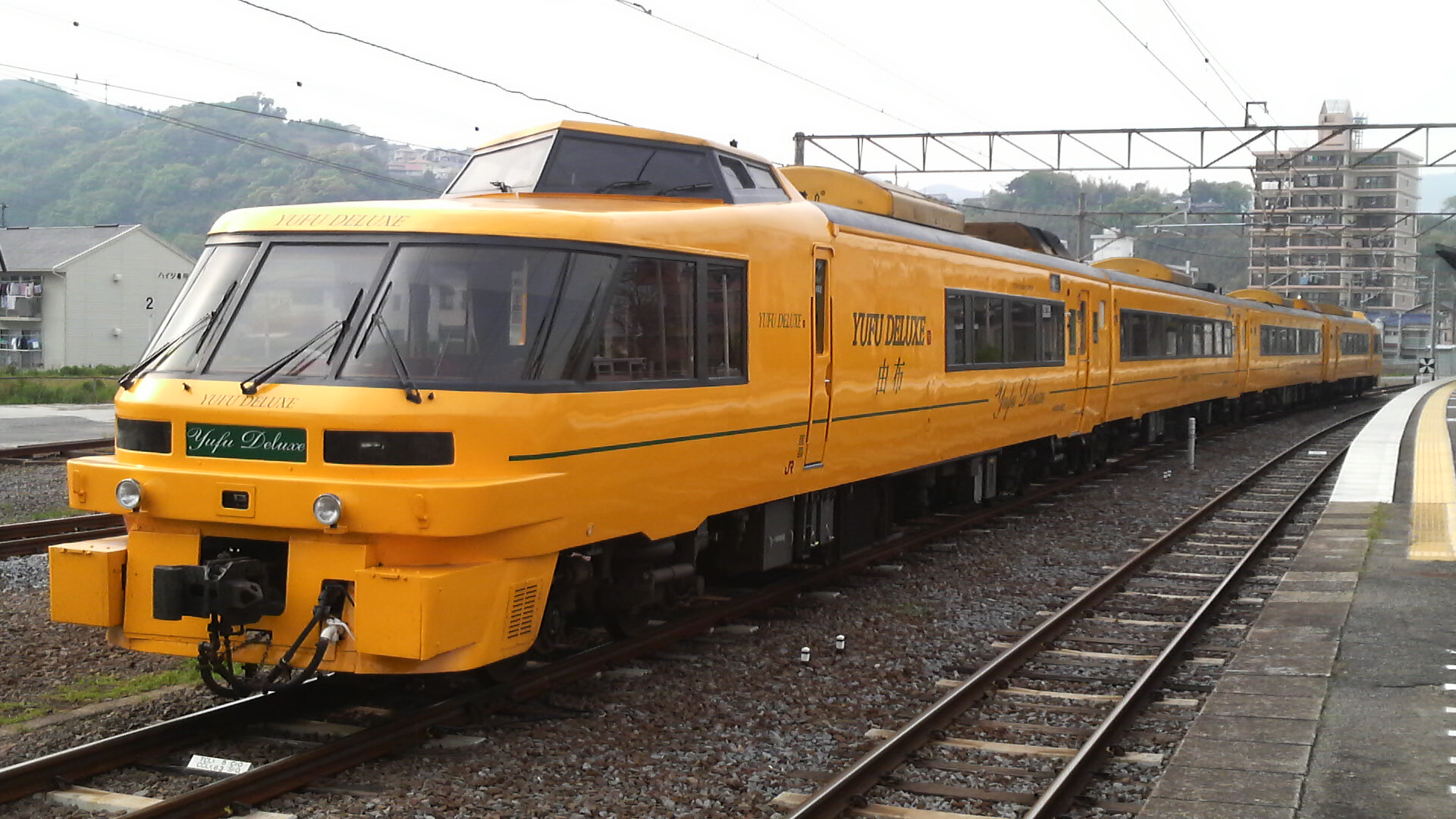
JR九州Kiha183系1000番台柴聯車 「由布DX」 2008年4月

「由布院之森」
- Kiha71系柴聯車（（キハ183系気動車），自別府發車）與Kiha72系柴聯車（自由布院發車）
全車皆為指定席。全車禁煙，設有吸煙室。
設餐車。

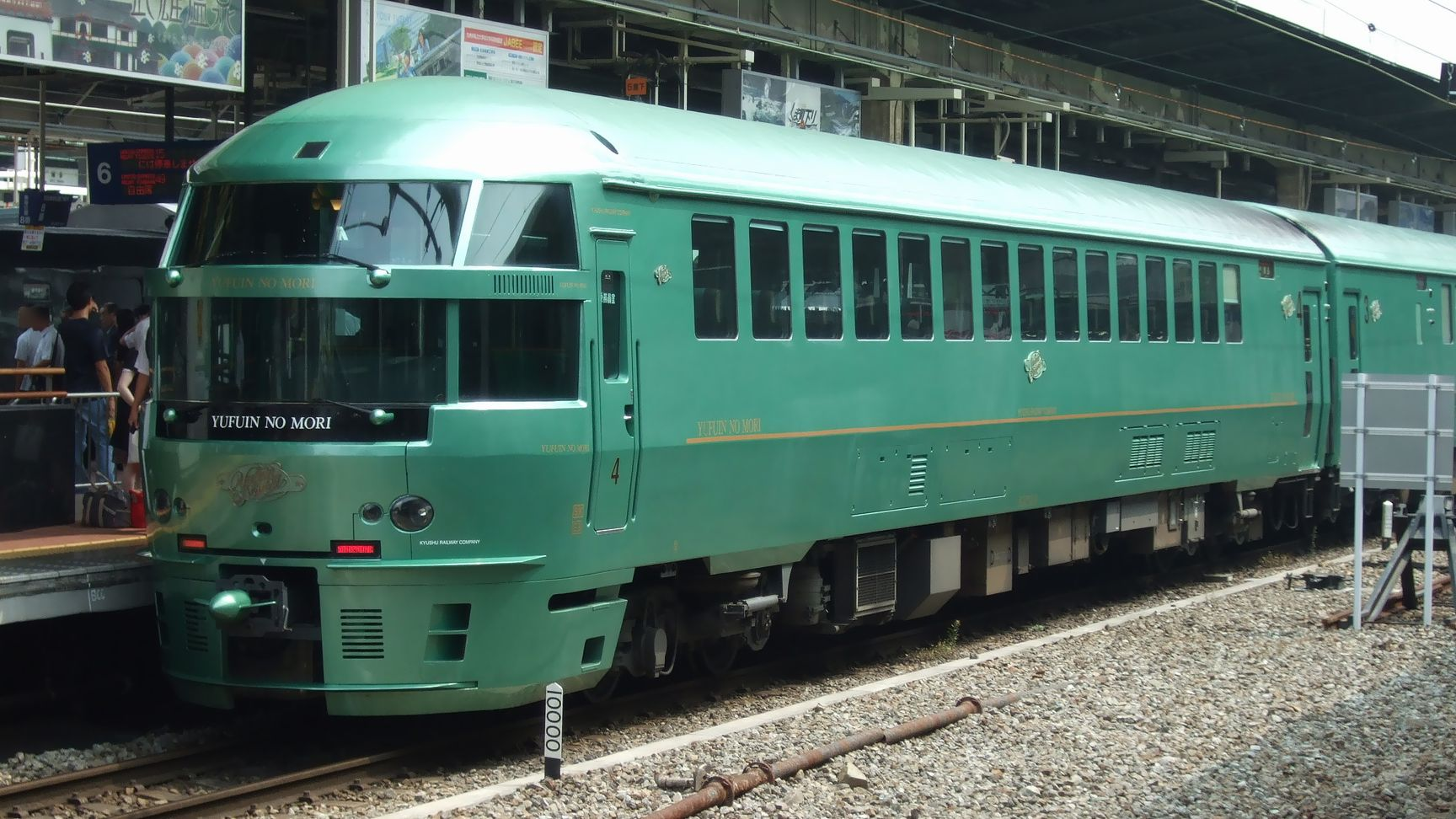
JR九州Kiha72系柴聯車 「由布院之森」 2008年8月
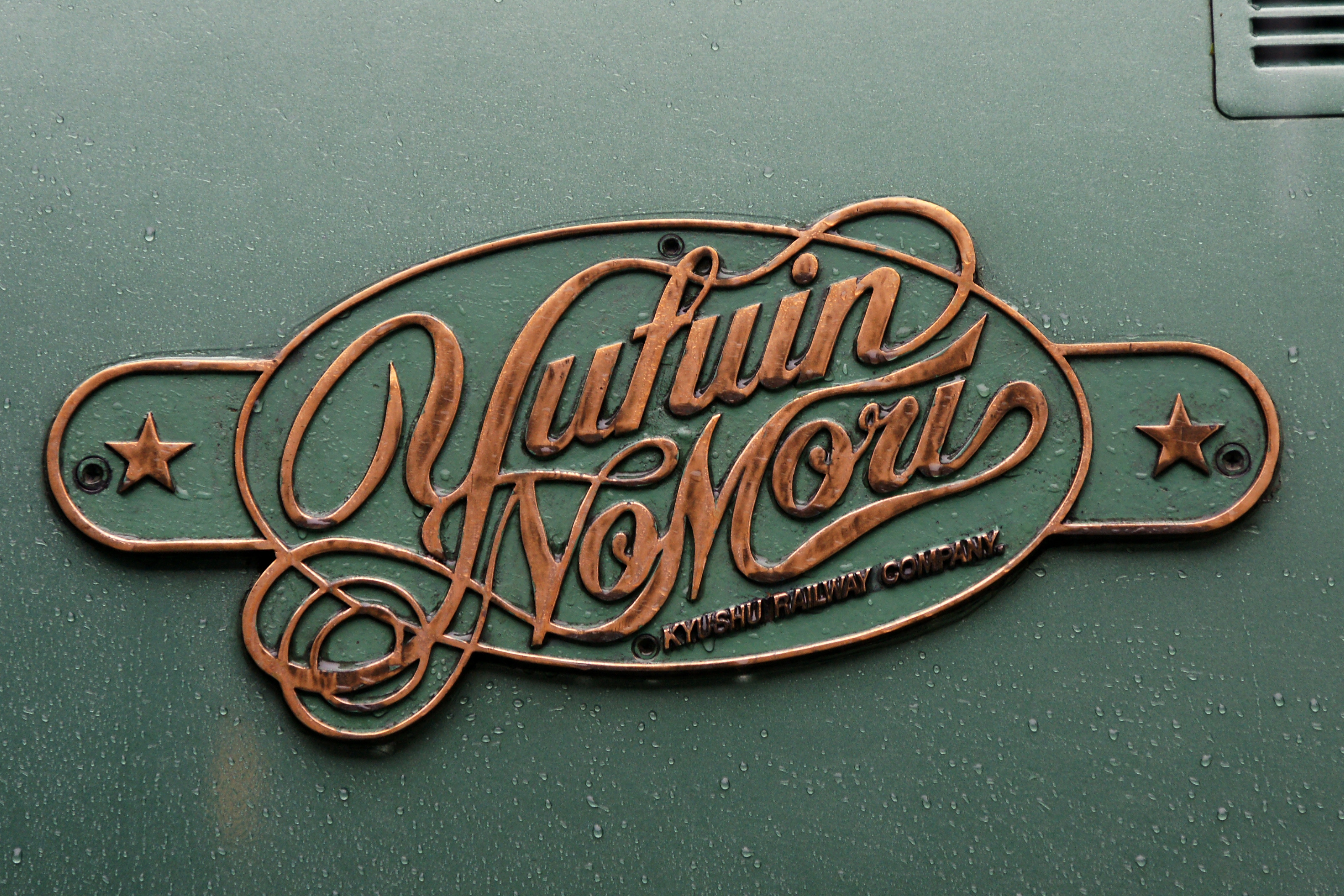
「由布院之森」的標誌
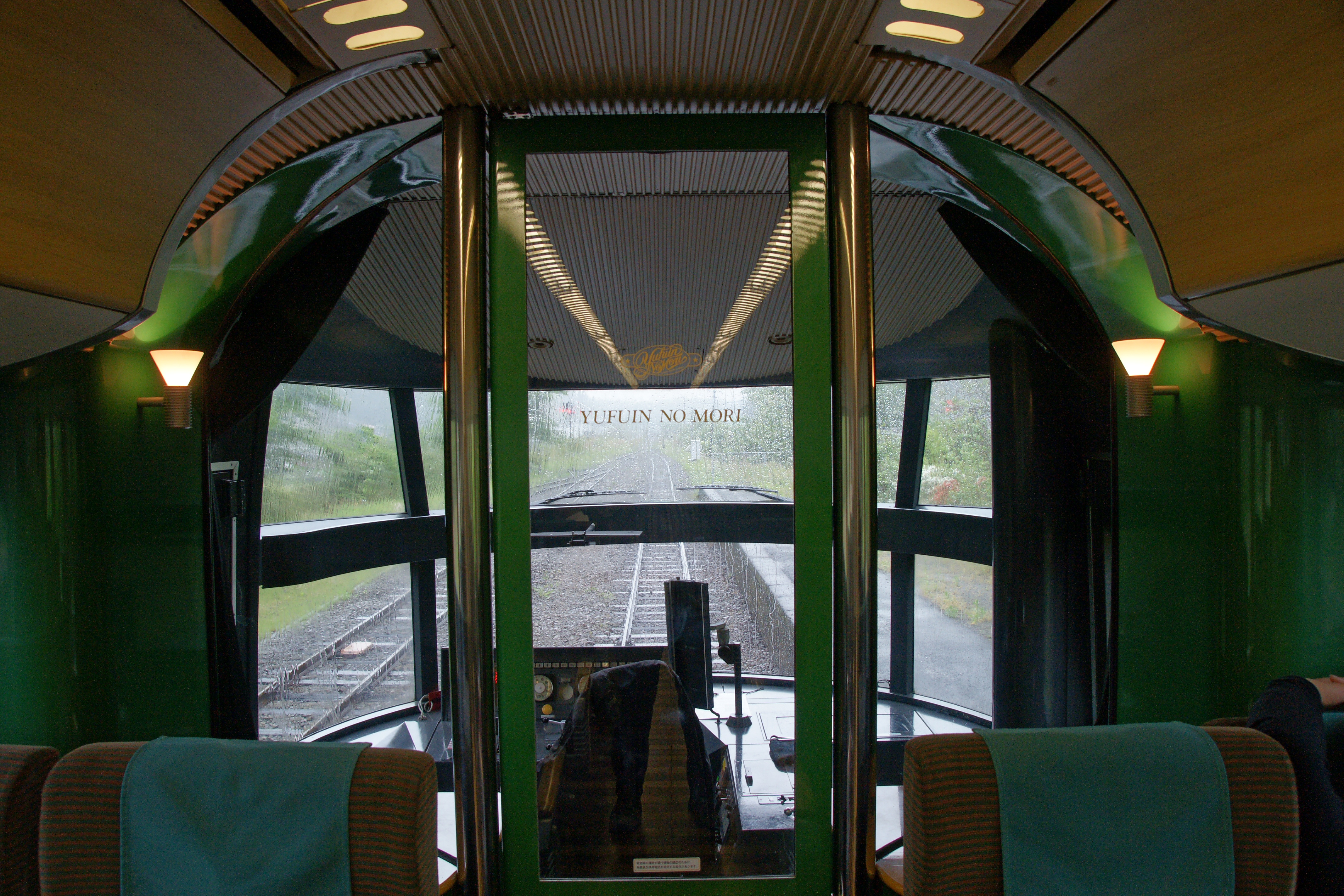
駕駛室
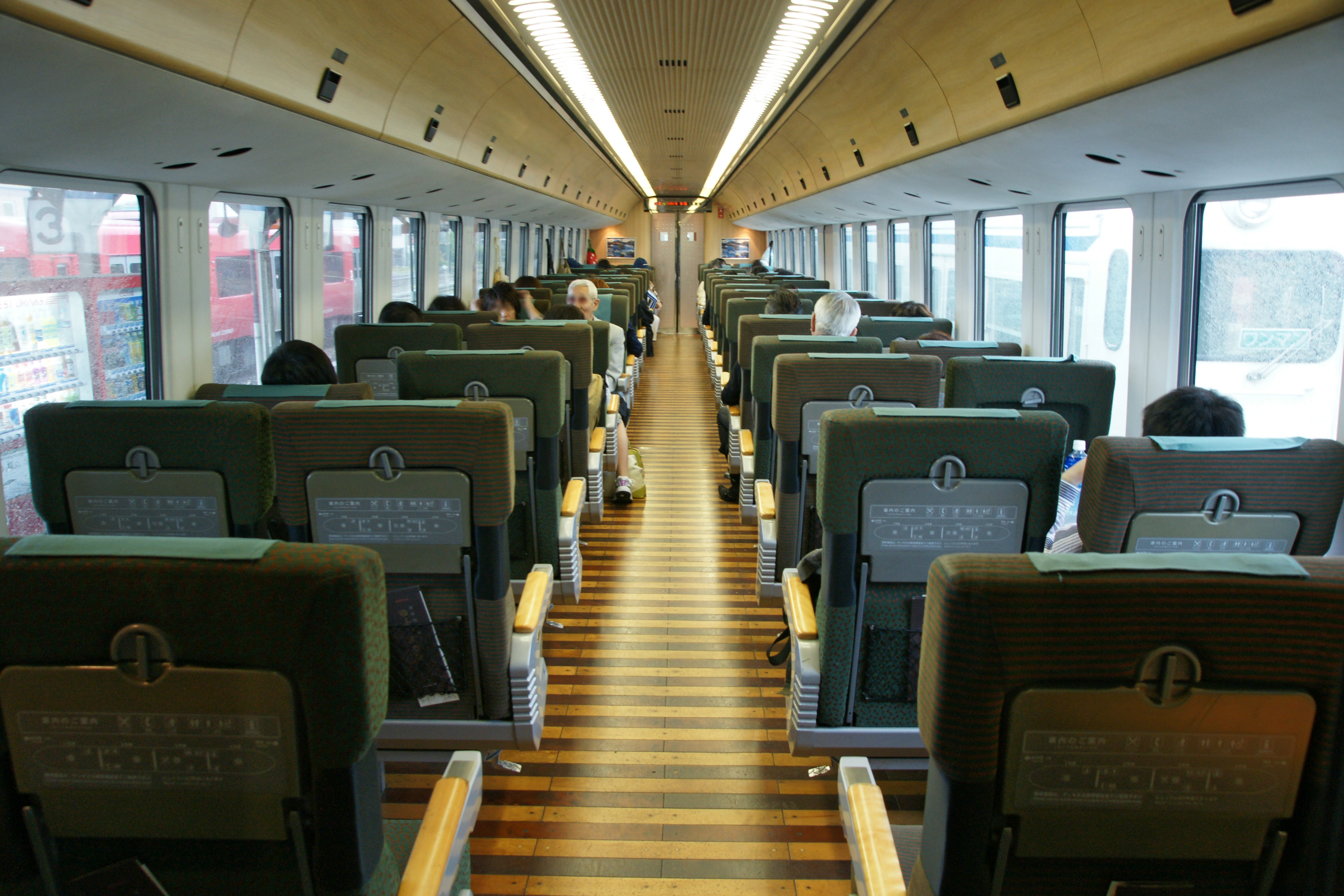
車廂配置

### 停車站
| 站名＼列車名   | 由布、由布DX | 由布院之森 |
| -------------- | ------------ | ---------- |
| 博多站         | ●            | ●          |
| 二日市站       | ●            | ｜         |
| 鳥栖站         | ●            | ●          |
| 久留米站       | ●            | ●          |
| 久留米大學前站 | ○            | ｜         |
| 田主丸站       | ○            | ｜         |
| 筑後吉井站     | ●            | ｜         |
| 浮羽站         | ○            | ｜         |
| 日田站         | ●            | ●          |
| 天瀨站         | ●            | ●          |
| 豐後森站       | ●            | ●          |
| 豐後中村站     | ●            | ｜         |
| 由布院站       | ●            | ●          |
| 湯平站         | ●            | ｜         |
| 向之原站       | ●            | ｜         |
| 大分站         | ●            | ◎          |
| 別府站         | ◎            | ◎          |

- ●全列車停車
- ◎於此區間運行時全列車停車
- ○限部份列車停車

## 沿革
- 1951年、博多站～由布院站～別府站間設臨時快速列車。
- 1956年、定期列車化。
- 1960年、柴油車化，運行區間為博多站～由布院站～別府站～博多站間循環準急列車。
- 1961年、增設博多站～由布院站～門司港站間運行的準急列車「由布」。
- 1962年、「由布」、由門司港站發車改為小倉站發車。
- 1964年、別府站～久留米站～長崎站、佐世保站間的急行列車「西九州」開始運行。
- 1965年、「」内、日豐本線別府站→博多站間取消。
- 1966年、「由布」昇格為急行列車。
- 1967年、再成為博多站～由布院站～別府站～博多站間循環列車。
- 1968年、「由布」變為博多站～別府站間運行、名稱統一成「由布」。變為日豐本線急行列車的名稱。
- 1980年、「西九州」發車站變為博多站。「由布」3往復班次增加。
- 1989年、特急「由布院之森」運行開始（使用71系氣動車（日语：JR九州キハ71系気動車）、博多站～別府站間運轉）。
- 1992年、特急「由布院之森」增加班次。同時「由布」昇格為特急。
「由布院之森」的增加班次運行博多站～由布院站～小倉站間。
- 1995年、「由布院之森」全列車運行博多站～別府站間。
- 1999年、「由布院之森」不再使用183系氣動車（日语：JR九州キハ183系気動車），投入新造的72系氣動車（日语：JR九州キハ72系気動車）。
- 2001年、「由布」的別府站發車列車其中1往復班次改由大分站發車。
- 2002年、「由布」不再有由布院站發車列車。
- 2004年、「由布」部份列車使用183系車輛成為「由布DX」。
- 2005年4月1日：「由布（DX）」車內販售停止；
- 2008年：
  - 3月11日：「由布DX」更改塗裝為黃色，開始運轉；
  - 3月15日：大分車站高架化工程，「由布（DX）」「由布院之森」從大分車站到別府車站間以臨時列車方式運轉；
  - 8月24日：「由布（DX）」「由布院之森」在大分車站到別府車站間的臨時運轉結束；
- 2009年：
  - 3月14日：全部車廂禁煙；
- 2011年：
  - 1月10日：「由布DX」結束營運；
- 2016年：2016年熊本地震後九州橫斷特急暫時停駛，部分列車編組改行駛「由布」。

- 2017年：

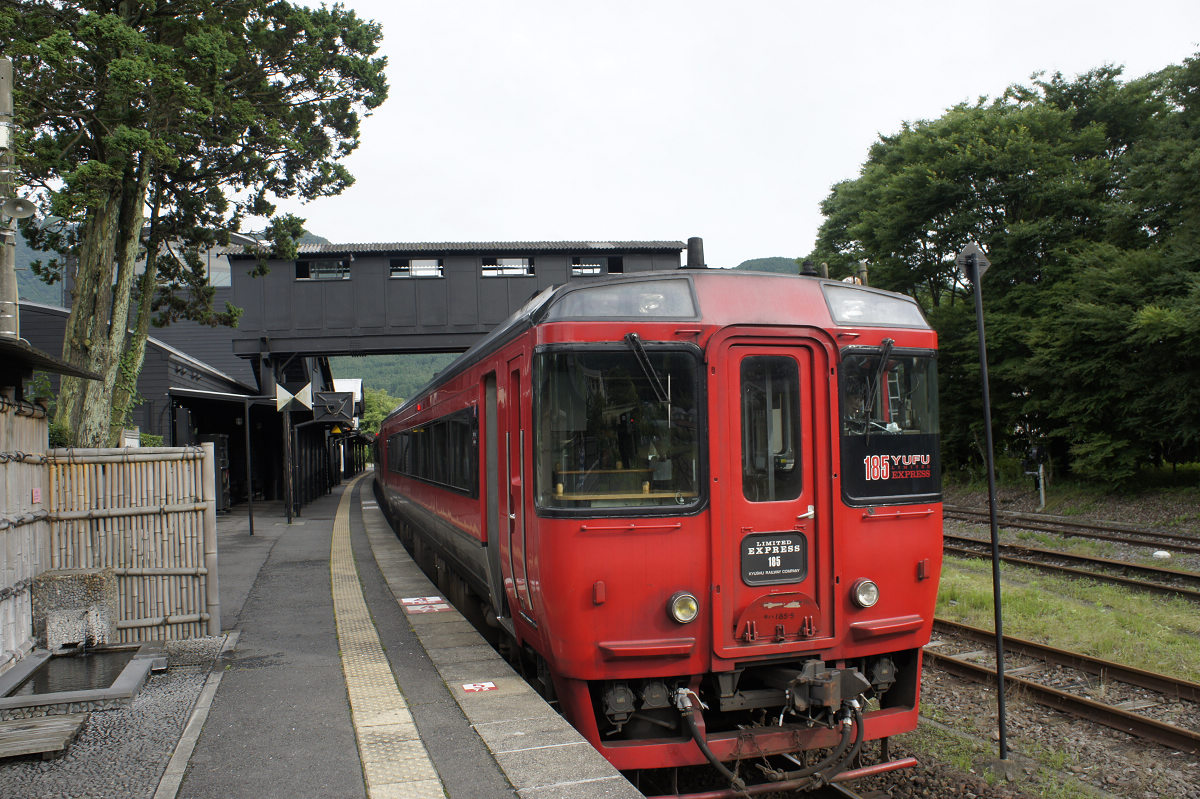
原行駛「九州橫斷特急」的Kiha 185系柴聯車，由布院站

  - 7月25日：由於受九州豪雨災害影響，久大本線的光岡車站至日田車站間線路受損無法通行，「由布院之森」改經由小倉/大分車站行駛到由布院。
- 2018年7月14日，久大本線全線修復通車，「由布院之森」回復原本的博多～由布院、大分、別府路線[1]。

## 資料來源
1. ↑  . マイナビニュースについて. （原始内容存档于2018-08-20） （日语）.

## 外部連結
- （日語）http://www.jrkyushu.co.jp/trains/yufuinnomori/ （页面存档备份，存于）
- （繁體中文）特快列車「由布院之森」（JR九州） （页面存档备份，存于）